# All'aria aperta
All'aria aperta (Szabadban) SZ 81, BB 89 è una suite di cinque brani per pianoforte composta da Béla Bartók nel 1926.

## Storia
Il 1926 fu un anno fondamentale per la produzione musicale di Bartók. Dopo un periodo di crisi creativa dovuto a molteplici fattori, soprattutto di natura familiare e dovuta anche agli esiti deludenti dell'esecuzione delle sue opere con conseguente profondo sconforto, il musicista si riaccostò alla scrittura per pianoforte, lo strumento a lui più congeniale. Egli compose così inizialmente la Sonata e, sempre nel mese di giugno, iniziò una suite in cinque parti. Tra agosto e novembre scrisse poi il suo primo concerto per pianoforte e a ottobre i Nove pezzi brevi; iniziò anche a comporre il Mikrokosmos, lavoro che porterà a termine solo nel 1939. Di grande stimolo per il compositore era stato l'aver ascoltato il 15 marzo a Budapest un concerto in cui Igor Stravinskij si esibiva come pianista nel suo Concerto per pianoforte e fiati dalle cadenze di grande virtuosismo.
In agosto terminò la composizione della suite a cui diede come titolo Szabadban che in ungherese significa "in libertà", titolo che esprime meglio il concetto di libertà nel comporre, caratteristico del lavoro, che non quello di All'aria aperta con cui è stata in seguito conosciuta. La suite venne presentata una prima volta, in forma parziale, alla Radio ungherese l'8 dicembre 1926.

## Struttura e analisi
La suite è costituita da cinque brevi brani la cui durata complessiva non supera i 15 minuti:
- 1. Con tamburi e pifferi (Sippal, dobbal). Pesante
- 2. Barcarola. Andante
- 3. Musettes. Moderato
- 4. Musica notturna ( Az éjszaka zenéje). Lento
- 5. La caccia (Hajsza). Presto

Dalla composizione nel 1926 dei suoi numerosi brani per pianoforte derivò per il musicista un nuovo modo di concepire la scrittura per questo strumento. Già precedentemente egli aveva utilizzato il pianoforte sviluppandone le potenzialità percussive, come nell'Allegro barbaro del 1911. In questo nuovo lavoro riprende in larga misura questo aspetto, unendovi una serie di costruzioni timbriche inaspettate e connotando i suoi brevi pezzi con una nuova sensibilità evocativa; a tutto questo egli unisce una modalità esecutiva trascendentale, il cui virtuosismo mette a dura prova i pianisti più esperti.
Il primo brano, Con tamburi e pifferi, dura solo 1 minuto e 45 secondi ed è in forma ternaria con coda finale. Nella parte iniziale Bartók utilizza percussivamente il pianoforte nei registri più bassi, come se i suoni fossero battiti di tamburo. La parte centrale, meno ossessiva, fa riferimento, con modalità monotona, ad alcune frasi di una cantilena popolare ungherese: Gólya, gólya, gilice; qui il pianoforte suona a imitazione di strumenti a fiato, appunto i pifferi. Sembra quasi che in questo brano il musicista si voglia rifare alle tipiche cassazioni settecentesche che spesso erano eseguite solo da strumenti a fiato e che erano suonate nei giardini e nei parchi, esattamente all'aria aperta, dando probabilmente così l'indicazione per il titolo con cui la suite è oggi conosciuta. La parte finale e la coda riprendono poi la percussività dei bassi con aspetti fortemente dissonanti.
Il brano che segue, Barcarola, è un Andante di poco più di due minuti e vuole essere un richiamo ai canti dei gondolieri veneziani; queste melodie sono ricordate nel motivo ondeggiante delle note basse, motivo che si interseca però con accenni a melodie ungheresi; l'asimmetria ritmica e le notevoli dissonanze creano uno straniamento nella percezione dei motivi che hanno ispirato il brano che è, comunque, pervaso da una sottile malinconica poesia.
Il terzo brano, Musettes, si richiama al suono delle musettes, particolare tipo di cornamusa, dando in tal modo al pezzo un sentore popolare e paesano, sempre però sovrastato dai blocchi compatti degli accordi che, a tratti, lasciano spazio a momenti più aerei. Il pezzo, Moderato, dura due minuti e trenta secondi.
Il quarto pezzo, Musica notturna, è il più conosciuto della suite e uno dei brani più celebri di Bartók. La partitura, particolarissima, si presenta come una vera innovazione nell'ambito delle possibilità timbriche del pianoforte. Il compositore, in un'atmosfera inquieta e dalle sensazioni misteriose, riesce a fondere tre differenti elementi, apparentemente poco assimilabili. Una sorta di leggerissima scossa, come un fruscio di note molto ravvicinate fa da base a un'apparizione improvvisa di accenni violenti, inaspettati e dissonanti che ricordano i rumori della notte; su questo primo elemento si innesta un particolare corale che si distende in maniera melodica, inframmezzato da imitazioni di suoni e versi di animali notturni; infine un ritmo veloce di danza, in una emulazione di un flauto contadino, cerca di predominare, ma viene nuovamente sovrastato dall'atmosfera lunare e misteriosa. Il brano, uno dei più particolari di Bartók, è una pagina di musica evocativa surreale, con una tendenza che può essere quasi definita "cosmica"  o "metafisica"

Musica notturna è stata dedicata dal compositore alla moglie Ditta e dura, a seconda dell'esecuzione, molto libera, dai 5 ai 7 minuti.
Nell'ultimo brano, La caccia, ritorna l'atmosfera ossessiva caratterizzata da una costante tensione espressa, in momenti alternati più o meno forti, da un assillante ostinato dei bassi. Il pianoforte è qui trattato in maniera fortemente percussiva; gli urti dissonanti dei blocchi sonori, imprevedibili, conferiscono al tutto un senso di agitazione che suggerisce l'idea di un vero inseguimento o, appunto, di una "caccia". Il pezzo è tecnicamente di grande difficoltà, soprattutto per la tensione continua e la velocità a cui è sottoposta la mano sinistra; porta l'indicazione Presto e dura poco più di due minuti.